# Plethodon teyahalee
Espèce
Synonymes
- Plethodon jordani teyahalee Hairston, 1950
- Plethodon oconaluftee Hairston, 1993

Statut de conservation UICN

 LC  : Préoccupation mineure
Plethodon teyahalee est une espèce d'urodèles de la famille des Plethodontidae.

## Répartition
Cette espèce est endémique des États-Unis. Elle se rencontre dans le sud-ouest de la Caroline du Nord, dans les comtés de Oconee, de Pickens, de Anderson, de Abbeville dans l'ouest de la Caroline du Sud, dans le comté de Monroe dans l'ouest du Tennessee et dans le comté de Rabun dans le nord de la Géorgie.

## Étymologie
Cette espèce est nommée en référence au lieu de sa découverte, Teyahalee Bald.

## Publication originale
- Hairston, 1950 : Intergradation in Appalachian salamanders of the genus Plethodon. Copeia, vol. 1950, no 4, p. 262-273.